# Drosophila inexspectata
Drosophila inexspectata este o specie de muște din genul Drosophila, familia Drosophilidae, descrisă de Tsacas în anul 1988.
Este endemică în Zaire. Conform Catalogue of Life specia Drosophila inexspectata nu are subspecii cunoscute.